# NGC 4048
NGC 4048 est une galaxie lenticulaire située dans la constellation de la Chevelure de Bérénice. NGC 4048 a été découverte par l'astronome britannique John Herschel en 1827.

## Caractéristiques
Sa vitesse par rapport au fond diffus cosmologique est de 5 101 ± 23 km/s, ce qui correspond à une distance de Hubble de 75,2 ± 5,3 Mpc (∼245 millions d'al).
NGC 4048  présente une large raie HI. Elle renferme également des régions d'hydrogène ionisé.